# زمین قهوه‌ای

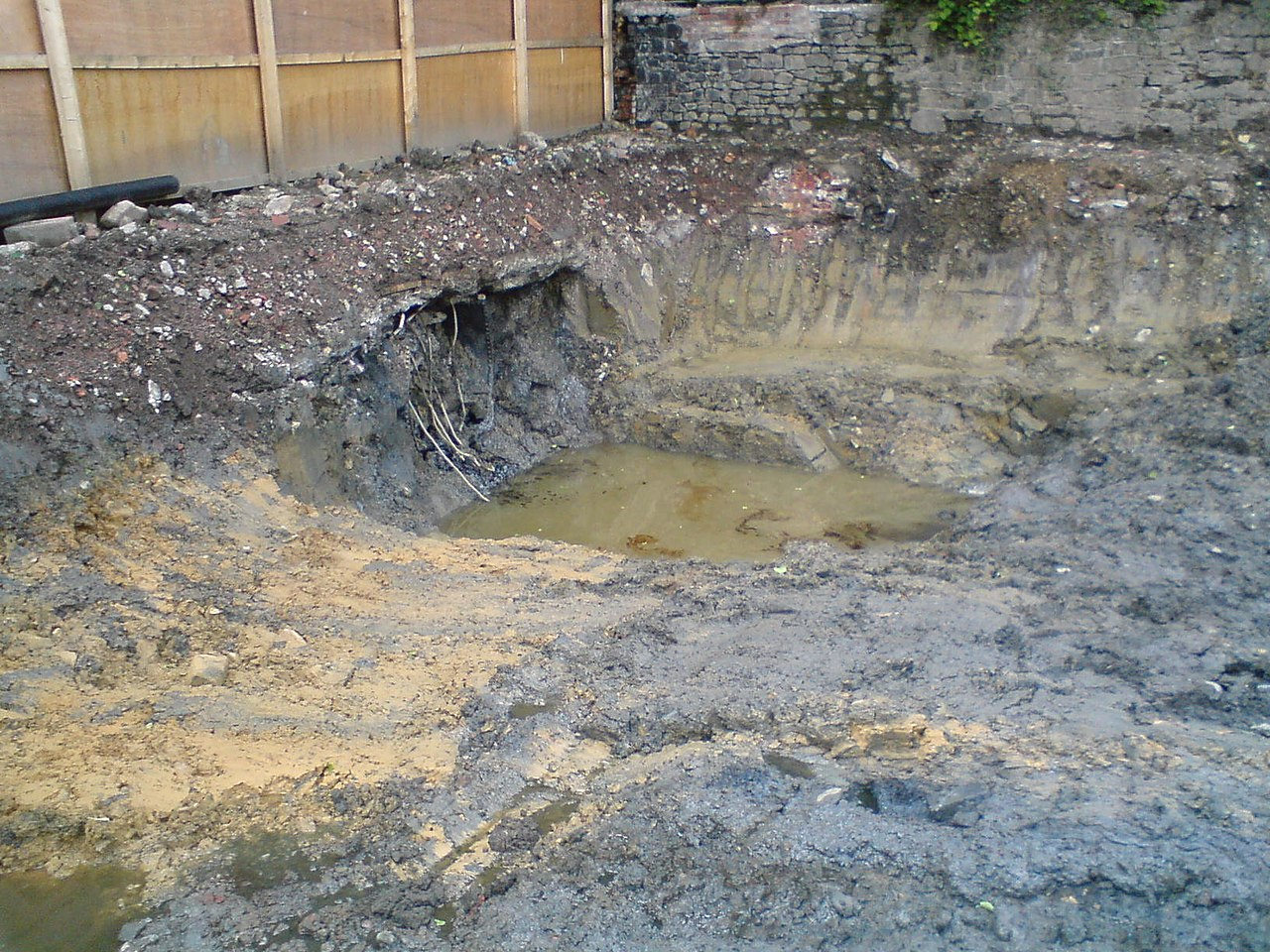
نمونه ای از یک زمین قهوه ای که بعد از حفاری، رها شده است.

زمین قهوه ای به زمینی گفته می شود که به دلیل استفاده های صنعتی دچار آلودگی و موجب بلا استفاده شدن آن می شوند.  تعریف زمین های قهوه ای در هر کشور متفاوت است و توسط سیاست گذاران تعیین می شود.  به طور کلی زمین قهوه ای زمینی است که قبلا برای مقاصد صنعتی و یا تجاری استفاده شده باشند و برای استفاده دوباره نیاز به پاکسازی و توسعه مجدد دارد.  به علت هزینه های بالای تمیز کردن زمین های قهوه ای ممکن است ارزش پاکسازی بیشتر از ارزش زمین باشد و به همین علت بسیاری از زمین های قهوه ای بلااستفاده می مانند و به دلیل آلاینده ها و آلودگی های موجود در زمین نیاز به تکنیک‌های تحلیل ارزیابی پیشرفته و تخصصی داشته باشد.
نوسعه مجدد زمین های قهوه ای به علت اینکه با سیستم های مختلف شهری در ارتباط اند، دارای مشکلات چند بعدی هستند و برای توسعه باید به این روابط پاسخ دهند و این فرآیند در کل شامل چهار مرحله آغاز، پاکسازی سایت، برنامه ریزی و طراحی طرح توسعه مجدد و در نهایت اجرای طرح محسوب می شود. 

## تعریف

### کانادا
کانادا، زمین های قهوه‌ای را به‌عنوان «ملک‌های تجاری یا صنعتی متروک، بیکار یا کم استفاده [معمولاً در مناطق شهری] که اقدامات گذشته باعث آلودگی محیط‌زیست شده است، اما هنوز پتانسیلی برای توسعه مجدد یا سایر فرصت‌های اقتصادی دارند» تعریف می‌کند.

### ایالات متحده آمریکا
بر اساس تعریف آژانس حفاظت از محیط زیست ایالات متحده (EPA)، زمین قهوه ای زمینی است که گسترش، توسعه مجدد یا استفاده مجدد از آن ممکن است با وجود احتمالی یک ماده خطرناک، آلوده یا آلاینده پیچیده باشد. تخمین زده می شود که بیش از 450000 زمین قهوه ای در ایالات متحده وجود داشته باشد که پاکسازی و سرمایه گذاری مجدد در این املاک، پایه های مالیات محلی را افزایش می دهد، رشد مشاغل را تسهیل می کند، از زیرساخت های موجود استفاده می کند، فشارهای توسعه را از زمین های توسعه نیافته و باز کم می کند، و باعث بهبود و محافظت از محیط زیست می شود. 

### بریتانیا
در بریتانیا، زمین های قهوه ای در چارچوب سیاست برنامه ریزی ملی(NPPF) همان تعریف ها را دارند. دولت بریتانیا به هر دوی آنها اشاره می کند: "زمینی که توسط یک ساختار دائمی اشغال شده یا بوده است، از جمله کرتاژ زمین توسعه یافته (البته نباید فرض شود که کل کورتاژ باید توسعه یابد) و هر کدام از زیرساخت های سطح مرتبط." 
آنها زمین هایی را که "در تصرف ساختمان های کشاورزی یا جنگلداری بوده است؛ برای استخراج مواد معدنی یا دفع زباله با اهداف دفن زباله توسعه یافته است، جایی که مقدمات بازسازی از طریق روش های کنترل توسعه فراهم شده است؛ زمین در مناطق ساخته شده مانند باغ های مسکونی خصوصی، پارک ها، زمین های تفریحی و بخش ها و زمین هایی که قبلا توسعه یافته بود اما بقایای سازه دائمی یا ساختار سطح ثابت در طول زمان با منظره ترکیب شده است.

### ایران
اصطلاح زمین‌های قهوه‌ای در تعریف فضاهایی به کار می‌رود که دارای طیف کاربری‌های متفاوت بوده و در نتیجه گذار به وضعیت جدید زندگی اجتماعی و توسعه فضای شهری نیازمند تغییر کاربری جدید بوده و به عنوان فضای ناملموس دارای اثرات منفی اجتماعی و محیط زیستی است. این دسته از زمین‌ها به لحاظ دارا بودن زیرساخت‌های پایه، از نظر اقتصادی ارزشمند هستند و در صورت مدیریت صحیح بهره‌وری، سود بیشتری از این زمین‌ها حاصل خواهد شد. به عنوان مثال  در شهر مشهد در مجموع، 1591 قطعه زمين با 38631766 مترمربع وسعت (به صورت ميانگين 24281 مترمربع) دارای پتانسيل بازتوسعه است كه ازجمله ميتوان از اراضی بزرگ مقياسی مانند: پادگان لشگر، كارخانه قند آبكوه، منابع ذخيره نفت، سيلوی گندم، ايستگاه گمرك، كارخانه پپسی و ... نام برد كه فرصت مناسبی براي رشد اين شهر فراهم كرده است.